# Centaurea nobilis
Centaurea nobilis — вид квіткових рослин родини айстрових (Asteraceae). Ендемік Італії.